# Friedrich Preller den äldre
Johann Christian Ernst Friedrich Preller, född den 25 april 1804 i Eisenach, död den 23 april 1878 i Weimar, var en tysk målare. Han var far till Friedrich Preller den yngre. 
Preller studerade, uppmuntrad av Goethe och storhertig Karl August, i Weimar, Dresden, Antwerpen, Milano, kom i Rom 1828 under Kochs inflytande, återvände till Weimar 1831 och blev professor där. Han upptog det heroiska landskapet, än idylliskt, än storslaget, med uppslag från stränderna omkring Neapels golf, befolkade det med gudar och heroer och lyckades nå enhet mellan naturen och staffaget. Sitt rykte vann han först och främst genom sina Odyssékompositioner, 7 temperamålningar i "romerska huset" i Leipzig (1833–1836). Långt senare upptog han samma ämneskrets (16 kartonger i Nationalgalleriet, 1854–1856, därpå 16 andra i Leipzigs museum, fullbordade 1861, kompositionerna slutligen 1863–1864 utförda i målning i Weimars museum). I slottet i Weimar fanns en cykel Thüringenlandskap med historiskt staffage och i Wielandsrummet i slottet scener ur Oberon, allt från senare delen av 1830-talet. Nationalgalleriet äger av Preller Norskt kustlandskap (1853), Schackgalleriet i München Leukotea uppenbarar sig för Odysseus i stormen (1863) och Kalypsos avsked från Odysseus (1864). Preller utförde därjämte raderingar, även porträtt. Hans kompositioner spreds i radering, träsnitt och stentryck, Odyssélandskapen skildrades av Richard Schöne (1863) och Max Jordan (1873).

## Eftermäle
Asteroiden 11855 Preller är uppkallad efter honom.